# Rhynchonema dispar
Rhynchonema dispar is een rondwormensoort uit de familie van de Xyalidae. De wetenschappelijke naam van de soort is voor het eerst geldig gepubliceerd in 1982 door Gourbault.